# Carex parryana
Carex parryana är en halvgräsart som beskrevs av Chester Dewey. Carex parryana ingår i släktet starrar, och familjen halvgräs.

## Underarter
Arten delas in i följande underarter:
- C. p. brevisquama
- C. p. parryana